# بلوط چرمی
بلوط چرمی (نام علمی: Quercus durata) نام یک گونه از سرده بلوط است.